# ناحیه تراشیانگتس

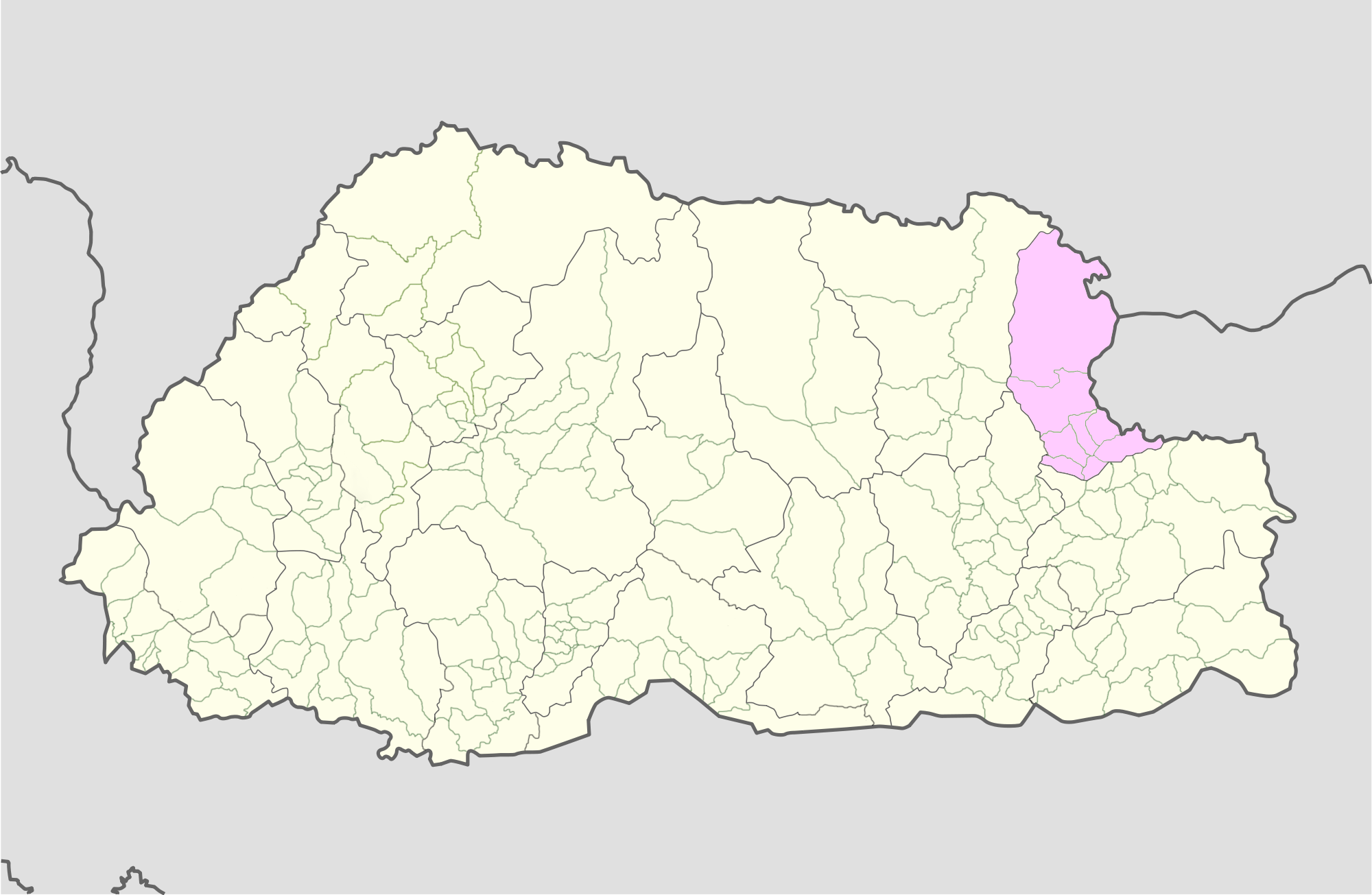
محل استان تراشیانگتس در بوتان

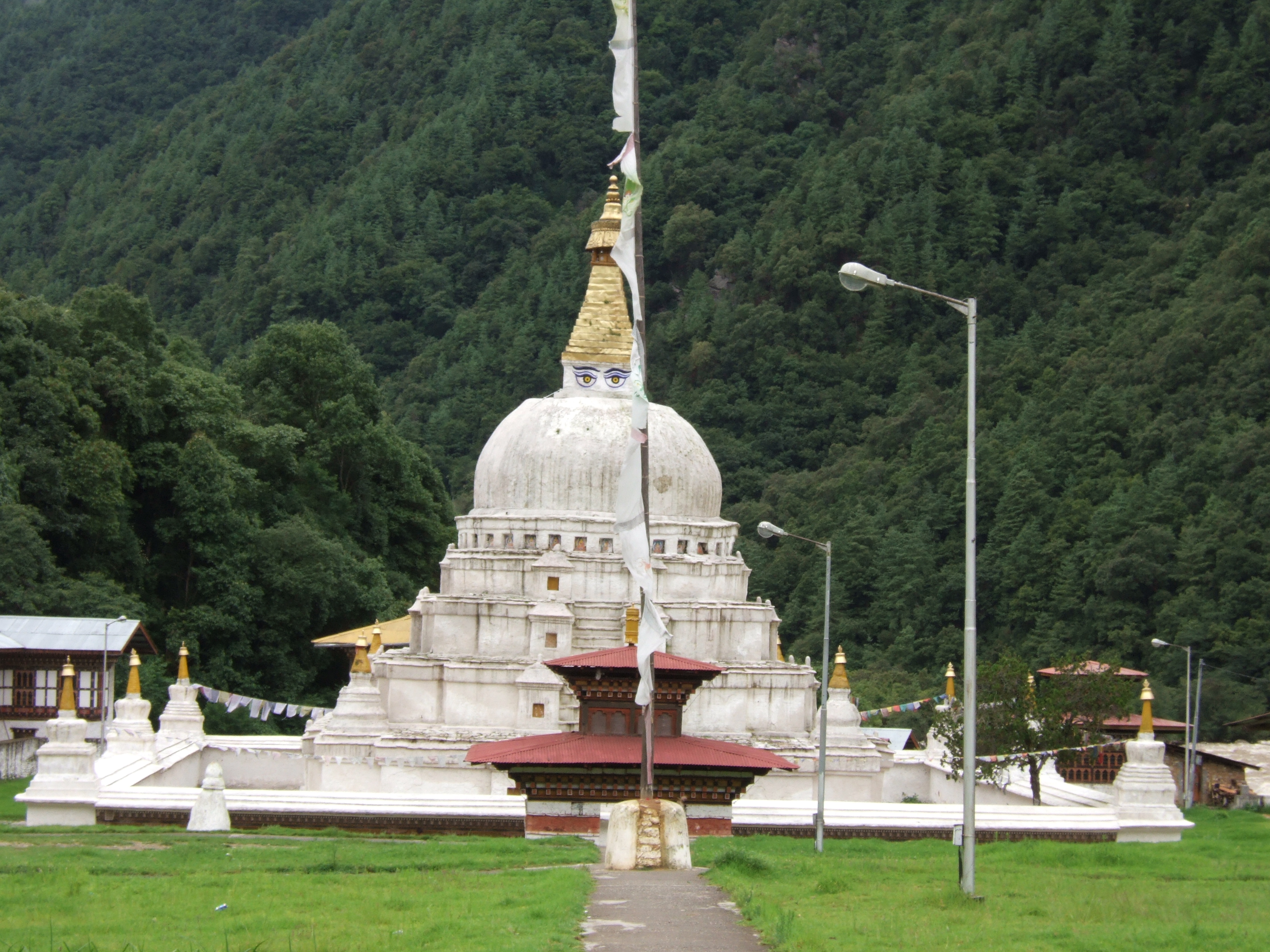
منطقه چورتن کورا در تراشیانگتس

تراشیانگتس (به لاتین: Trashiyangtse) یکی از استان‌های بوتان است. این استان دارای ۷۴٬۳۸۷ نفر جمعیت و مرکز این استان، شهر تراشیانگتس می‌باشد.

## جغرافیا
استان تراشیانگتس مساحت ۱۴٬۳۷۹ کیلومتر مربع (۵۵۵۲ مایل مربع). را پوشش می‌دهد. پوشش گیاهی انبوه در این منطقه موجب ایجاد پارک جنگلی حفاظت شده در سال ۱۹۹۳ شد.